# Jan z Gandawy
Jan z Gandawy, 1. książę Lancaster, KG, ang. John of Gaunt, 1st Duke of Lancaster (ur. 24 czerwca 1340 w Gandawie, zm. 3 lutego 1399 w zamku Leicester), trzeci syn króla Anglii Edwarda III i jego żony Filipy de Hainault, córki hrabiego Hainaut.
13 listopada 1362 r. jego ojciec nadał mu tytuł Duke of Lancaster – księcia Lancaster. Miał on ogromny wpływ na politykę angielską podczas rządów swego bratanka – Ryszarda II.
Jego legalni potomkowie, zwani Lancasterami przez pewien czas rządzili Anglią, byli to: Henryk IV, Henryk V i Henryk VI – odpowiednio syn, wnuk i prawnuk Jana. Jego legitymizowani potomkowie ze związku pozamałżeńskiego z Katarzyną Swynford, zwani Beaufortami wżenili się w rodzinę Tudorów, która również rządziła Anglią począwszy od Henryka VII Tudora.
Kiedy Jan zmarł w 1399 r., jego ziemie zostały włączone do korony, a w 1398 r. król Ryszard II wygnał z kraju syna Jana – Henryka Bolingbroke'a. Bolingbroke wrócił, obalił niepopularnego króla i sam został królem – rządził Anglią w latach 1399–1413.

## Życiorys
Od 1342 do 1372 r. tytułował się hrabią Richmond. Po śmierci swojego teścia, Henryka Grosmonta, Jan odziedziczył połowę jego ziem, tytuł hrabiego Lancaster, Leicester, Lincoln i Derby, oraz miano największego posiadacza ziemskiego w północnej Anglii. Resztę ziem teścia otrzymał po śmierci swojej szwagierki, Matyldy, w 1362 r.
13 listopada 1362 r. Edward III nadał synowi tytuł księcia Lancaster. Jan został również Lordem Wielkim Stewardem. Lancaster miał wówczas ustabilizowaną sytuację majątkową, posiadając co najmniej 30 zamków w swoich posiadłościach w Anglii i Francji. Jego dwór był często porównywany pod względem rozmiarów i organizacji z dworami królewskimi.

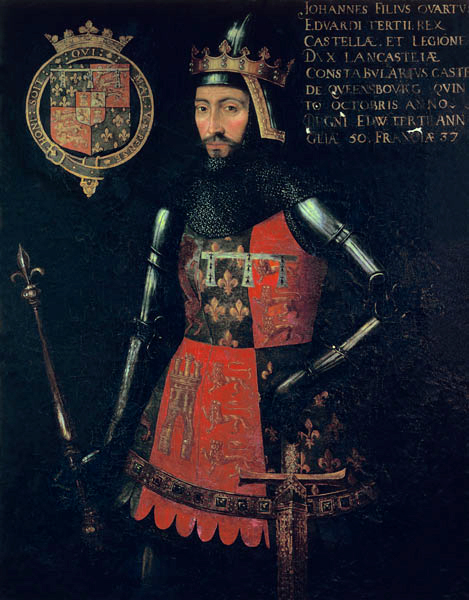
Jan z Gandawy, 1. książę Lancaster

Ambicje książę Lancaster również miał królewskie. Długo jednak musiał czekać aby zacząć odgrywać znaczącą rolę polityczną. Dopiero śmierć jego najstarszego brata, Edwarda, księcia Walii (zwanego później Czarnym Księciem), w 1376 r. uczyniły z Lancastera ważną postać na angielskiej scenie politycznej. Popierał poglądy Johna Wyclifa, prawdopodobnie aby ograniczyć wzrastającą świecką rolę kleru. Lancaster miał jednak niewielki wpływ na politykę. Przede wszystkim nie miał wielkich doświadczeń wojennych, w przeciwieństwie do ojca i brata, którzy byli bohaterami ludu w związku z ich sukcesami w wojnie stuletniej. Na ich tle dorobek militarny Jana prezentował się bardzo słabo. Książę brał udział w zwycięskiej bitwie pod Najera, ale jego późniejsze militarne przedsięwzięcia, jak łupieski rajd w 1373 r., czy wyprawa na Kastylię w 1386 r., kończyły się niepowodzeniami.
Król Edward III zmarł w 1377 r. i tron objął 10-letni bratanek Jana, Ryszard II, syn Czarnego Księcia. Wpływy Lancastera znacznie wzrosły i nie obyło się bez oskarżeń, że książę chce zagarnąć tron dla siebie. Za czasów swoich rządów Lancaster podjął wiele niepopularnych decyzji dotyczących podatków, co przyczyniło się w 1381 r. do wybuchu powstania Wata Tylera, podczas którego zbuntowani chłopi zniszczyli londyński pałac księcia – Savoy Palace.
W kolejnych latach, wraz z dojściem Ryszarda do lat sprawnych, Lancaster zaczął szukać innego ujścia dla swych ambicji. W 1386 r. opuścił Anglię, aby walczyć o tron królestwa Kastylii dla swojej żony, poślubionej w 1371 r. Konstancji. Na kastylijskim froncie nie odniósł sukcesów i w 1389 r. powrócił do Anglii, gdzie pośredniczył między królem Ryszardem a jego zbuntowanymi baronami. Jego działania przyczyniły się do kilkuletniego okresu pokoju w królestwie, dzięki czemu Lancaster zyskał sporą sympatię w społeczeństwie. W 1390 r. otrzymał tytuł księcia Akwitanii.
Zmarł z przyczyn naturalnych 3 lutego 1399 r. w swoim zamku w Leicester. Został pochowany w alabastrowym grobie zaprojektowanym przez Henry Yevele, w nawie Old St Paul’s w katedrze św. Pawła w Londynie.

## Życie prywatne

Róża Lancasterów

Herb Jana z Gandawy

Herb Jana z Gandawy po jego ślubie z Konstancją, księżniczką kastylijską

19 maja 1359 r. w opactwie w Reading poślubił Blankę Lancaster (25 marca 1345 – 12 września 1369), córkę Henryka Grosmonta, 1. księcia Lancaster, i Izabeli de Beaumont, córki Henry’ego de Beaumont, tytularnego hrabiego Buchan. Jan i Blanka mieli razem czterech synów i trzy córki.
- Filipa (31 marca 1360 – 19 lipca 1415), poślubiła króla Portugalii Jana I Dobrego
- Jan (1362–1365)
- Elżbieta (1364–1426), poślubiła Johna Hastingsa, 3. hrabiego Pembroke, później Johna Hollanda, 1. księcia Exeter, a na końcu Johna Cornwalla, 1. barona Fanhope i Milbroke
- Edward (1365–1368)
- Jan (1366)
- Henryk IV (3 kwietnia 1367 – 20 marca 1413), król Anglii
- Izabela (1368)

21 września 1371 r. w Roquefort niedaleko Bordeaux poślubił Konstancję Kastylijską (lipiec 1354 – 24 marca 1394), córkę króla Kastylii Piotra I Okrutnego i Marii de Padilla, córki Juana Garcíi de Padilla, 1. seniora de Villagera. Jan i Konstancja mieli razem syna i córkę.
- Katarzyna (1372/1373 – 2 czerwca 1418), poślubiła króla Kastylii Henryka III Chorowitego
- Jan (1372–1375)

Jan miał również nieślubne dzieci z Katarzyną Swinford:
- Jan Beaufort (ok. 1371 – 16 marca 1410), 1. hrabia Somerset
- Henryk Beaufort (ok. 1375 – 11 kwietnia 1447), biskup Winchesteru, kardynał
- Tomasz Beaufort (ok. 1377 – 31 grudnia 1426), 1. książę Exeter
- Joanna Beaufort (ok. 1379 – 13 listopada 1440), poślubiła Roberta Ferrers, 3. barona Ferrers of Wemme, później Ralpha Neville’a, 1. earla Westmoreland

## Nawiązania
Miasto Lancaster posiada pub zwany "The John O'Gaunt", znany z koncertów jazzowych i sporej kolekcji whisky. Hungerford w Berkshire, część dawnych włości Jana z Gandawy, również posiada pub "John O'Gaunt" oraz szkołę średnią jego imienia. Również wiele ulic w mieście nosi imię księcia.
Imię Jana nosi również szkoła średnia w Trowbridge w Wiltshire, również położona na dawnych posiadłościach Lancastera.
Pozostałości zamku w Newcastle-under-Lyme w Staffordshire, kiedyś własność księcia, położone są na John o' Gaunt's Street.
Postać księcia Lancaster pojawia się w sztuce Williama Shakespeare’a Ryszard II oraz w powieści Anyi Seton Katherine, opisującą związek księcia i Katarzyny Swinford.